# Helena Modjeska
Helena Modjeska (12 de octubre de 1840 - 8 de abril de 1909), cuyo apellido polaco era Modrzejewska (pronunciación en polaco: /mɔdʐɛˈjɛfska/), fue una reconocida actriz que se especializó en obras de Shakespeare y en papeles trágicos. Fue madre del célebre ingeniero civil diseñador de grandes puentes Ralph Modjeski.

## Primeros años
Helena Modjeska nació en Cracovia, Polonia, el 12 de octubre de 1840. Su nombre se registró al nacer como Jadwiga Benda, pero más tarde fue bautizada como Helena Opid, y recibió el apellido de su padrino.

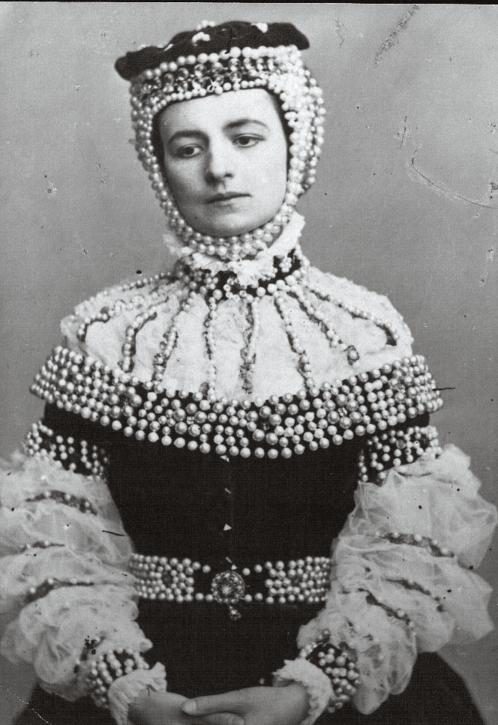
Modrzejewska en el papel de Bárbara Radziwiłł, 1865

La cuestión de sus orígenes es complicada. La madre de Modjeska era Józefa (Misel) Benda, viuda de un próspero comerciante de Cracovia, Szymon Benda. En su autobiografía, Modjeska afirmó que su padre era un músico llamado Michael Opid. Si bien es cierto que la familia Benda daba empleo a un maestro de música llamado Michal Opid, quien luego se convirtió en el padrino de Helena, Opid no era el padre de los dos hijos más pequeños de Józefa Benda.
Hay pruebas que sugieren que Helena y su hermano mayor, Adolf, fueron el resultado de un romance entre Józefa y el Príncipe Władysław Sanguszko, un rico e influyente noble polaco.
En la autobiografía de Modjeska también se omitieron los detalles de su primer matrimonio, con su antiguo tutor, Gustave Sinnmayer (conocido en Polonia como Gustaw Zimajer). Gustave era actor y director de un grupo de teatro provincial de segunda categoría. La fecha del matrimonio de Modjeska con Gustave es incierta. La actriz reveló muchos años después que nunca se habían casado legalmente, ya que él todavía estaba casado con su primera esposa cuando se unieron. La pareja tuvo un hijo y una hija, Rudolf (que más tarde llegaría a ser un prestigioso ingeniero conocido con el nombre de Ralph Modjeski) y Marylka, que murió en la infancia.
Gustaw Zimajer usó el nombre artístico de "Gustaw Modrzejewski". Fue la versión femenina de este apellido la que Modjeska adoptó cuando hizo su debut teatral en 1861 como Helena Modrzejewska. Más adelante, cuando actuaba en el extranjero, optó por utilizar una versión simplificada de su nombre ("Modjeska"), más fácil de pronunciar para las audiencias de habla inglesa.

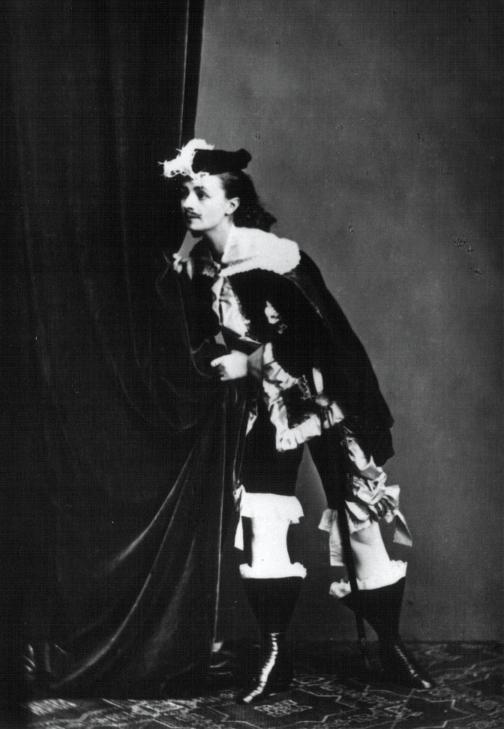
Modrzejewska como Adam Kazanowski en La Corte del Príncipe Władysław, 1867

En su temprana carrera como actriz polaca, Modrzejewska actuó en Bochnia, Nowy Sącz, Przemyśl, Rzeszów y Brzeżany. En 1862 apareció por primera vez en Leópolis, interpretando su primer drama romántico, como "Skierka" en "Balladyna" de Juliusz Słowacki. A partir de 1863 apareció en Stanisławów y Chernivtsí, en obras de Słowacki.
En 1865, Zimajer trató de conseguirle un contrato con los teatros de Viena, pero la propuesta no llegó prosperar debido a su escaso conocimiento del idioma alemán. Más adelante, ese mismo año, Helena dejó a Zimajer, se llevó a su hijo Rudolf y regresó a Cracovia. Una vez allí, aceptó un contrato que la ligaba a un teatro por cuatro años. En 1868 comenzó a aparecer en Varsovia; durante sus ocho años allí, consolidó su estatus de estrella teatral. Sus hermanos Józef y Feliks Benda también fueron actores bien considerados en Polonia.
Un incidente ilustra las circunstancias en las que se desenvolvía en aquella época la sociedad polaca. En una de las actuaciones de Modrzejewska en Varsovia, diecisiete alumnos de secundaria le regalaron un ramo de flores atadas con una cinta con los colores nacionales polacos (rojo y blanco). Las autoridades del Imperio ruso (del que por entonces dependía Polonia) acusaron a los alumnos de realizar una demostración de nacionalismo. Fueron expulsados de su escuela y se les prohibió la admisión en cualquier otra escuela. Uno de los alumnos, Ignacy Neufeld, posteriormente se suicidó de un disparo. Modrzejewska asistió a su funeral.

## Chłapowski
El 12 de septiembre de 1868, Modjeska se casó con un noble polaco, Karol Bożenta Chłapowski. Mejor conocido en América como "Conde Bozenta", no era realmente un conde. Su familia pertenecía a la nobleza sin título (véase "nobleza de Polonia y Lituania"). En los Estados Unidos adoptó el nombre artístico de "Conde Bozenta" como una estratagema para obtener publicidad. "Bozenta" era más fácil de pronunciar para una audiencia de habla inglesa que "Chłapowski".
En el momento de su matrimonio, Chłapowski trabajaba como editor de un periódico nacionalista liberal, Kraj (El País), que era propiedad de Adam Sapieha y de otro dueño de apellido Sammelson. Modjeska escribió que su hogar "se convirtió en el Centro del mundo artístico y literario [de Cracovia]". Poetas, escritores, políticos, artistas, compositores y otros actores frecuentaron el salón literario de Modjeska.

## Emigración

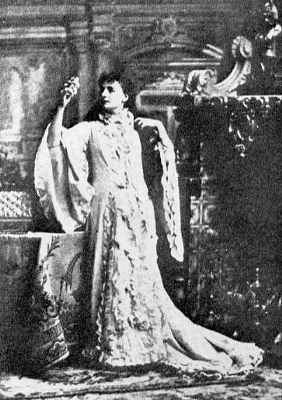
Modrzejewska en La dama de las camelias de Alejandro Dumas (hijo), en 1878

En julio de 1876, después de pasar más de una década como la diva reinante del teatro nacional polaco, tanto por motivos personales como políticos, Modjeska y su esposo eligieron emigrar a los Estados Unidos.

El único deseo de mi marido era alejarme de mi entorno y brindarme un descanso perfecto de mi trabajo ... Nuestros amigos solían hablar sobre el nuevo país, la nueva vida, los nuevos paisajes y la posibilidad de establecerse en algún lugar de la tierra de la libertad, lejos de las vejaciones diarias a las que cada polaco estaba expuesto en la Polonia rusa o prusiana. Henryk Sienkiewicz fue el primero en abogar por la emigración. Poco a poco, otros lo siguieron, y pronto cinco de ellos expresaron su deseo de buscar aventuras en las selvas de la tierra virgen. Mi esposo, viendo el entusiasmo de los jóvenes, concibió la idea de formar una colonia en California a partir del modelo de Brook Farm. El proyecto fue recibido con entusiasmo.

Una vez en América, Modjeska y su esposo compraron un rancho cerca de Anaheim. Julian Sypniewski, Łucjan Paprowski y Henryk Sienkiewicz (ganador del Premio Nobel de Literatura en 1905), se encontraban entre los amigos que los habían acompañado a California. Fue durante este período cuando Sienkiewicz escribió sus "Bocetos de carbón (Szkice węglem)". Originalmente, los artistas Stanisław Witkiewicz (padre de Stanisław Ignacy Witkiewicz) y Alberto Chmielowski (el futuro St. Albert) también debían venir con el grupo de Modjeska, pero cambiaron sus planes.
Modjeska tenía la intención de abandonar su carrera y se imaginaba viviendo "una vida de trabajo bajo el cielo azul de California, entre las colinas, montando a caballo con un rifle colgado del hombro". La realidad resultó ser menos cinematográfica. Ninguno de los colonos sabía nada sobre ganadería o agricultura, y apenas podían hablar inglés. El experimento utópico fracasó, los colonos tomaron caminos separados y Modjeska regresó al escenario, repitiendo los papeles de las obras de Shakespeare que había interpretado en Polonia. Quizás la mejor explicación de la vida cotidiana en el rancho es la memoria de Theodore Payne,  La vida en el rancho de Modjeska en los alegres años noventa.

## Carrera americana

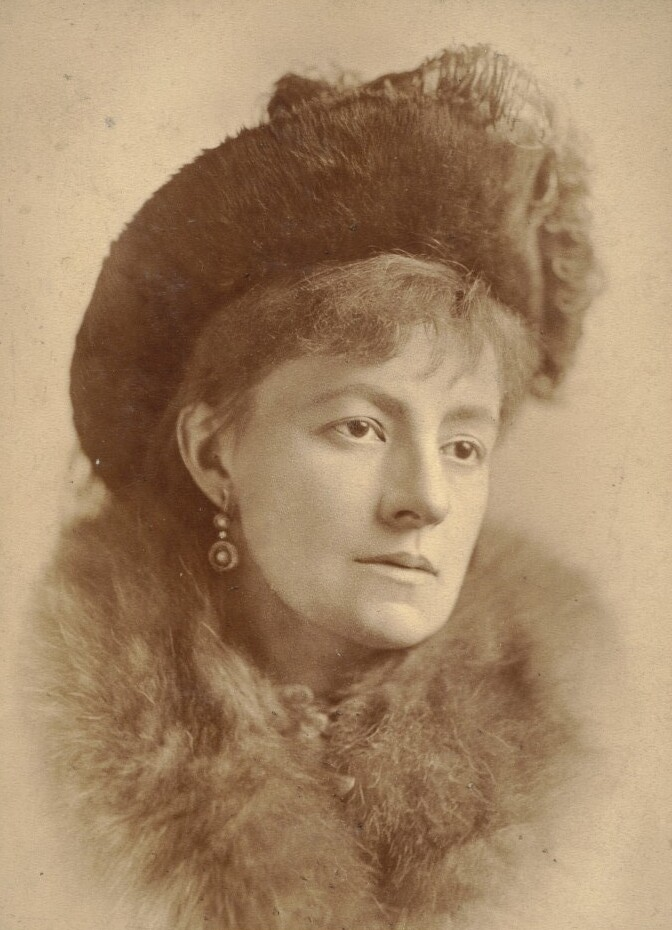
Modjeska, hacia 1879

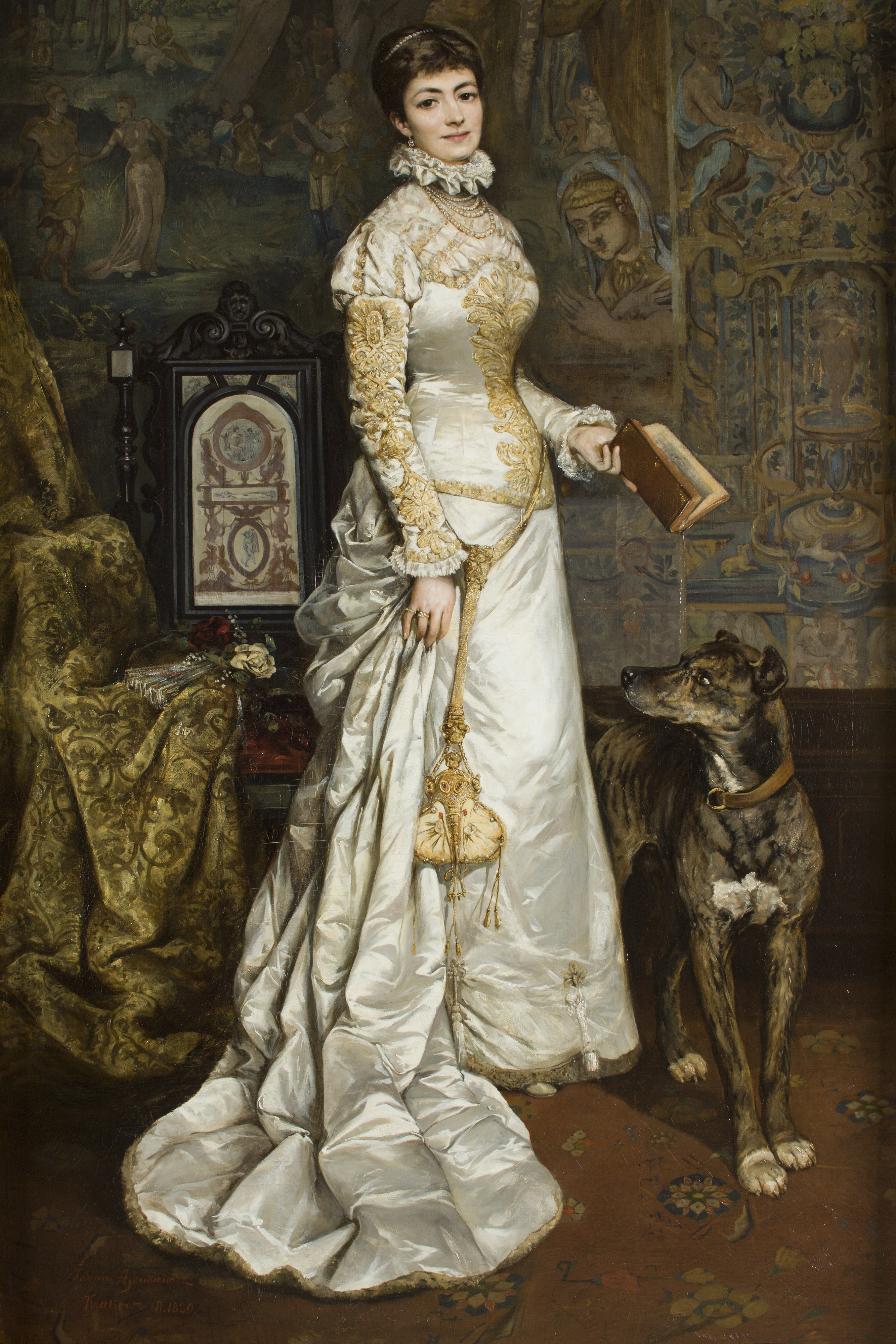
Helena Modrzejewska. Retrato obra de Tadeusz Ajdukiewicz, 1880

El 20 de agosto de 1877, Modjeska debutó en el California Theatre en San Francisco (California), en una versión en inglés del Adrienne Lecouvreur de Ernest Legouvé. Fue vista por el agente teatral Harry J. Sargent, que la contrató para una gira en la costa este, donde hizo su debut en Nueva York. Pasó tres años en el extranjero (1879–1882), principalmente en Londres, intentando mejorar su inglés antes de regresar al escenario en América. En 1880 visitó el Península de Lizard en Cornualles y al escuchar que la iglesia parroquial de Ruan Minor necesitaba un órgano, colaboró con Mr J Forbes-Robertson para montar una obra teatral para recaudar fondos. Romeo y Julieta se interpretó en un escenario temporal en el jardín de la vicaría y la obra fue presenciada por mucha gente de la localidad. Un residente de Penzance, que pronto sería miembro del parlamento, Charles Campbell Ross, interpretó el papél de Friar Laurence.
A pesar de su acento y dominio imperfecto del inglés, Modjeska logró un gran éxito. Durante su carrera interpretó a nueve heroínas shakesperianas, a Margarita Gautier en "La dama de las camelias" y "María Estuardo" de Friedrich Schiller. En 1883, el año en que obtuvo la ciudadanía estadounidense, produjo "La Casa de Muñecas" de "Henrik Ibsen" en Louisville, la primera obra de Ibsen representada en los Estados Unidos. En las décadas de 1880 y 1890, tenía reputación de ser la intérprete femenina principal de Shakespeare en el escenario estadounidense.
En 1893, Modjeska fue invitada a hablar en una conferencia de mujeres en la Exposición Mundial Colombina de Chicago, y describió la situación de las mujeres polacas en las partes de Polonia desmembradas en Rusia y en Prusia. Esto condujo a una prohibición del gobierno del Zar a su viaje por territorio ruso.
Modjeska sufrió un derrame cerebral y quedó parcialmente paralizada en 1897, pero se recuperó y pronto regresó al escenario, continuando con sus actuaciones durante varios años más.
Durante su última estancia en Polonia, del 31 de octubre de 1902 al 28 de abril de 1903, apareció en el escenario en Leópolis, Poznan y su Cracovia natal.
El 2 de mayo de 1905, dio una actuación de despedida en Nueva York. Inició una gira por dos años y terminó su carrera como actriz. Posteriormente, solo apareció esporádicamente en apoyo de las causas benéficas.
Modjeska murió en Newport Beach el 8 de abril de 1909, a la edad de 68 años, víctima de una afección renal (la enfermedad de Bright). Sus restos fueron enviados a Cracovia para ser enterrados en la sepultura familiar en el cementerio Rakowicki.
Su autobiografía, Memorias e impresiones de Helena Modjeska, se publicó póstumamente en 1910. Ese mismo año se publicó una traducción al polaco en el periódico Cracovia, Czas (Tiempo). La última edición polaca del libro apareció en 1957.
El hijo de Modrzejewska, Rudolf Modrzejewski (Ralph Modjeski), fue un ingeniero civil que ganó fama como diseñador de puentes.

## Legado

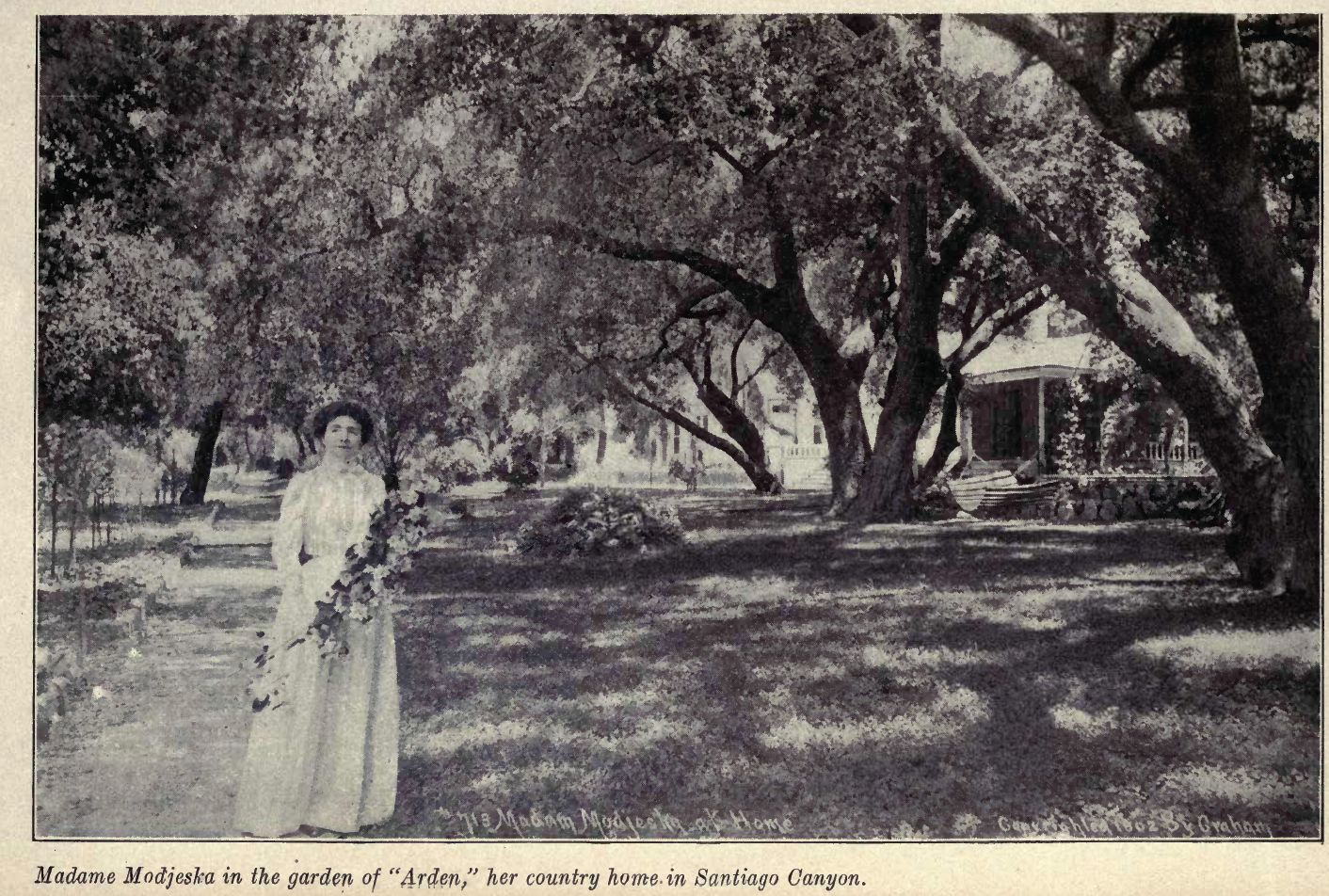
Modjeska en su jardín de Arden en la comunidad de Modjeska Canyon, California

- El hogar de Modjeska de 1888 a 1906, "Arden", es un Hito Histórico Nacional registrado.
- Una estatua de Modjeska se encuentra fuera del anfiteatro de Pearson Park en Anaheim, California.
- Modjeska fue la madre del ingeniero de puentes Ralph Modjeski y la madrina del artista-escritor-filósofo Stanisław Ignacy Witkiewicz (hijo del artista Stanisław Witkiewicz, quien casi acompañó a Modjeska y su familia a California en 1876). También fue la tía del artista Władysław T. Benda.
- Fue madrina de la actriz estadounidense Ethel Barrymore.

Eponimia:
Llevan su nombre:
- Modjeska Park, en Anaheim (33° 48' 53" N 117° 57'8" W).
- Helene Street en Anaheim, California.
- Modjeska Canyon, California (donde se encuentra Arden).
- Modjeska Falls, California, en el Glen Alpine Springs Resort.
- Pico Modjeska (el pico norte de los montes Saddleback).
- Perfume "Helena Modjeska", del perfumista estadounidense John Blocki de ascendencia prusiana y polaca.
- Modjeska, un caramelo recubierto de malvavisco inventado en 1889 en su honor cuando visitó Louisville, por un fabricante local de dulces llamado Anton Busath (y más tarde, producido por otros fabricantes de dulces, incluidos los dulces Bauer, Muth y Schimpff's Confectionery).
- Una calle en Breslavia, que antes llevaba el nombre de la actriz alemana Agnes Sorma cuando la ciudad era parte de Alemania como Breslau.
- El Teatro Modjeska, en Milwaukee Wisconsin.
- SS Helena Modjeska, un vapor de carga estadounidense de 7.000 toneladas que encalló en Goodwin Sands en 1946.[32]

## Papeles destacados

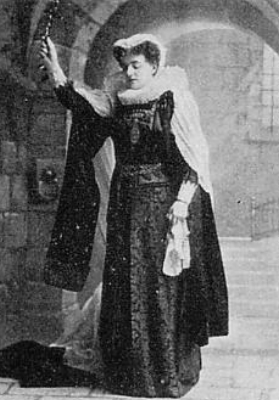
Modjeska como María I de Escocia, en María Estuardo, 1886

Los principales papeles dramáticos de Modjeska fueron:
- William Shakespeare:

* Ofelia, en Hamlet;
* Julieta, en Romeo y Julieta;
* Desdémona, en Otelo; y
* la reina Ana, en Ricardo III.
- Nora, en La casa de muñecas de Henrik Ibsen.
- Louisa Miller.
- María Estuardo y Ana de Mendoza de la Cerda en la obra de Friedrich Schiller.
- Marion Delorme, en la obra de Victor Hugo.
- 'Tisbé' de Victor Hugo.
- María Estuardo de Juliusz Słowacki y Mazeppa.

Modrzejewska también interpretó en polaco las obras más destacadas de Ernest Legouvé, Alejandro Dumas y de Alejandro Dumas hijo, Émile Augier, Alfred de Musset, Octave Feuillet y Victorien Sardou.

## En la literatura
- La premiada novela de Susan Sontag de 1999, En América, aunque es una obra de ficción, se basa en la vida de Modjeska.[33] El libro precipitó una controversia cuando Sontag fue acusada de plagiar otras obras sobre Modjeska.[34]
- Modjeska fue un personaje de la novela My Mortal Enemy, de Willa Cather.
- Los académicos Joanna y Catharina Polatynska han postulado que Modjeska podría haber sido el modelo de Arthur Conan Doyle para el personaje de Irene Adler, la única mujer que Sherlock Holmes estuvo cerca de amar. En "Escándalo en Bohemia", Doyle menciona que Adler fue prima donna de la ópera Imperial de Varsovia en los mismos años en los que Modjeska estaba en el apogeo de su carrera teatral en Varsovia, y la personalidad del personaje ficticio recuerda la de la actriz real.[35]

## Aniversario de la muerte
En 2009, en conmemoración del centenario de su muerte, el Museo Histórico de la Ciudad de Cracovia presentó una exposición, "Helena Modjeska (1840-1909): Por el amor al arte" (8 de abril - 20 de septiembre de 2009). La puesta en escena de Varsovia de la misma exposición se mostró de nuevo desde octubre de 2009 hasta enero de 2010. La exposición incluyó elementos del Museo Bowers de Santa Ana (California).

## Lecturas relacionadas
- Modjeska, Helena (1910). Memories and Impressions of Helena Modjeska, An Autobiography. New York, NY: Macmillan  – vía HathiTrust.

### Archivos documentales
- Trabajos de o acerca de Helena Modjeska en Internet Archive
- Guía de la colección de Ellen K. Lee sobre Helena Modjeska y el Condado de Orange. Colecciones y archivos especiales, Bibliotecas de la UC Irvine, Irvine, California.
- Guía de la colección de objetos de recuerdo del teatro Helena Modjeska. Colecciones y archivos especiales, UC Irvine Libraries, Irvine, California.
- Guía de la Colección Helena Modjeska. Colecciones y archivos especiales, Bibliotecas de la UC Irvine, Irvine, California.
- álbum de recortes de Madam Modjeska, 1877-1898, en poder de la División de Teatro Billy Rose, New York Public Library for the Performing Arts

### Otros
- Wikiquote alberga frases célebres de o sobre Helena Modjeska.
- Wikimedia Commons alberga una galería multimedia sobre Helena Modjeska.
- Fuentes en Wikimedia:
  -  Varios autores (1920, actualmente en dominio público). «Modjeska, Helena».  En Rines, George Edwin, ed. Encyclopedia Americana (en inglés).
  -  Varios autores (1891, actualmente en dominio público). «Modjeska, Helena».  En Wilson, James Grant; Fiske, John, eds., ed. Appletons' Cyclopædia of American Biography (en inglés).
  -  Chisholm, Hugh, ed. (1910-1911). «Modjeska, Helena». Encyclopædia Britannica. A Dictionary of Arts, Sciences, Literature, and General information (en inglés) (11.ª edición). Encyclopædia Britannica, Inc.; actualmente en dominio público.
  -  Chicago: F. E. Compton and Co. (1914, actualmente en dominio público). «Modjeska, Helena».  En Beach, Chandler B., ed. The New Student's Reference Work (en inglés).
  -  Wood, James, ed. (1907, actualmente en dominio público). «Modjeska, Helena». The Nuttall Encyclopædia (en inglés). London and New York: Frederick Warne.
  -  Varios autores (1905, actualmente en dominio público). «Modjeska, Helena».  En Gilman, D. C.; Thurston, H. T.; Colby, F. M., eds, ed. New International Encyclopedia (en inglés) (1ª edición).
  -  Reynolds, Francis J., ed. (1921, actualmente en dominio público). «Modjeska, Helena».  En New York: P.F. Collier & Son Company., ed. Collier's New Encyclopedia (en inglés).
- Helena Modrzejewska, en culture.pl
- La biografía completa de Modjeska aparece en los EE. UU.
- Diogenes Club. Teatros en Varsovia, donde Irene Adler Sang
- Una obra en la que Modjeska reflexiona sobre su vida
- Un documental sobre la vida y las pasiones de Helena Modjeska
- Holmgren, Beth. Protagonizada por Madame Modjeska: En gira por Polonia y América. Bloomington: Prensa de la Universidad de Indiana, 2011.

- Datos: Q454653
- Multimedia: Helena Modrzejewska / Q454653